# Rodeo Drive
Rodeo Drive è una via di Beverly Hills che fa parte del Golden Triangle in California, Stati Uniti. 

## Descrizione

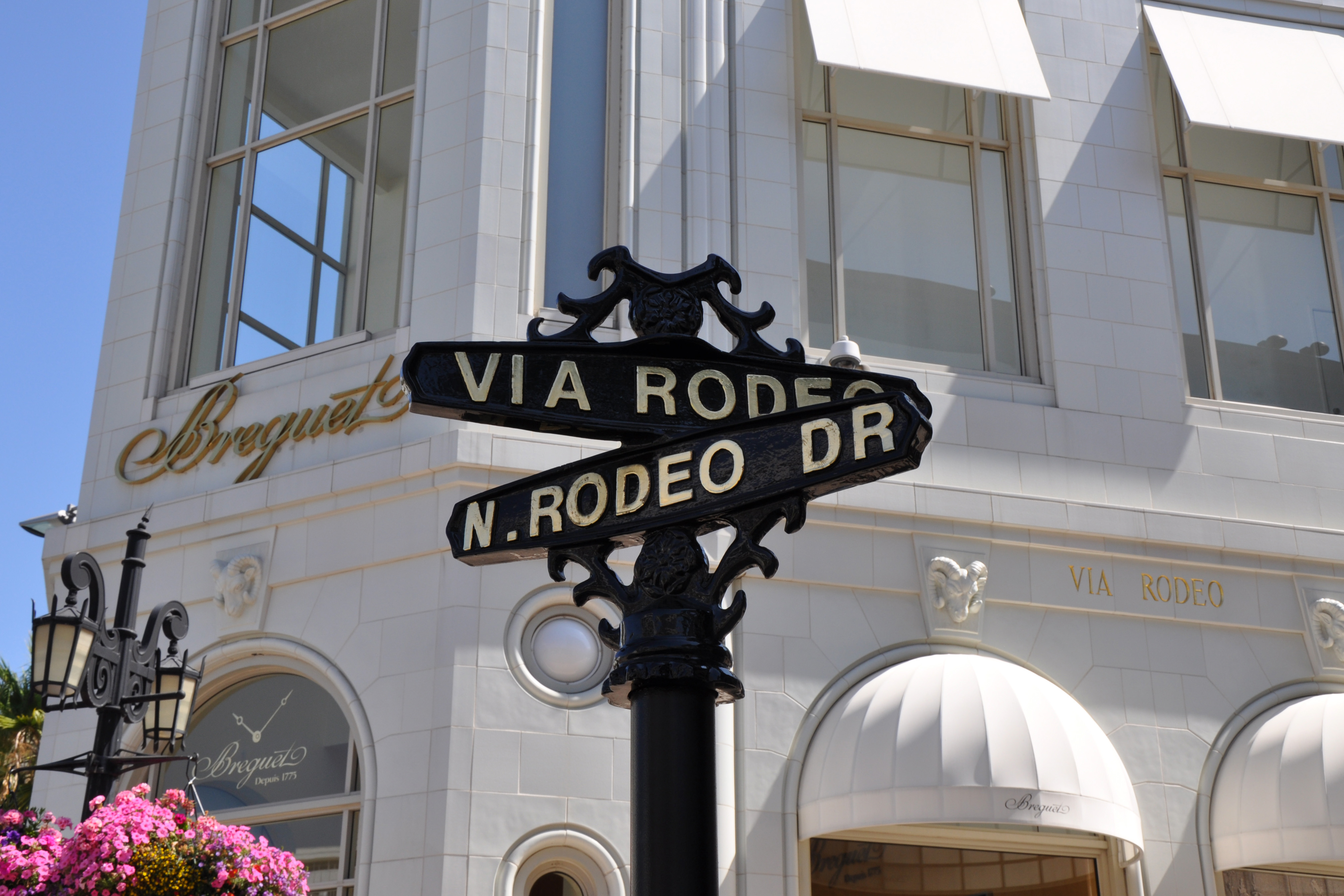
Cartello stradale della Rodeo Drive

Il Golden Triangle è delimitato dall'incrocio del Santa Monica Boulevard, Wilshire Boulevard e North Beverly Drive. 
In Rodeo Drive e nelle vie limitrofe si trovano famose boutique con firme di lusso come Armani, Valentino, Dolce & Gabbana, Louis Vuitton, Gucci, Bulgari, Prada, Versace, Buccellati, Tiffany. 
È una delle strade più frequentate a piedi dalle star di Hollywood ed è inoltre presente nel videogioco Grand Theft Auto V.